# Deniz Feneri

Der Deniz Feneri e. V. (deutsch: Leuchtturm) ist eine türkischsprachige nichtstaatliche Hilfsorganisation in Deutschland, deren Funktionäre 2008 wegen Spendenbetrugs im Umfang von mindestens 16 Millionen Euro verurteilt wurden.

## Gründung und Organisation
Im Jahr 1996 wurde auf dem türkischen Sender Kanal 7 die Sendung Şehir ve Ramazan (deutsch: Die Stadt und der Ramadan) ins Leben gerufen, in der bedürftigen Menschen während des Fastenmonats Hilfe in Form von Nahrung zukommt. Aus dieser Sendung entwickelte sich eine neue, wöchentlich ausgestrahlte Fernsehsendung namens Deniz Feneri, die durch Spendengelder auch außerhalb der Fastenzeit bedürftigen Menschen half.
1998 wurde der Verein Deniz Feneri Yardımlaşma Derneği in der Türkei gegründet. Am 27. Februar 1999 erfolgte – formal unabhängig vom türkischen Verein – die Gründung des Deniz Feneri e. V. in Deutschland.
Nach gerichtlicher Feststellung war der deutsche Verein „eine Hülle, die nur als Vehikel zum Einsammeln von Spendengeldern gutgläubiger Spender diente“, ein Verein, den es „in Deutschland faktisch nicht gab“. Die nach dem deutschen Vereinsrecht erforderlichen Unterschriften von Gründungsmitgliedern wurden vom Vereinsvorsitzenden „im Bekannten- und Familienkreis beschafft“, „Mitgliederversammlungen fanden nicht statt“ und „entsprechende Protokolle wurden nachträglich […] gefertigt, um gegenüber den deutschen Finanzbehörden den Anschein der Existenz eines gemeinnützigen Vereins mit Mitgliedern aufrechtzuerhalten“. Für tatsächlich mit dem Spendengeld vorgenommene Hilfsleistungen war „eine entsprechende Organisationsstruktur in Deutschland nicht vorhanden“.
Neben der offiziellen Buchhaltung, die „ausschließlich zur Wahrung des Status als gemeinnütziger Verein geführt“ wurde, gab es eine abweichende inoffizielle Buchhaltung, „in deren Struktur der Deniz Feneri Dernegi e. V. als unselbständige Niederlassung des türkischen Deniz Feneri Dernegi“ angelegt war und in der die tatsächlichen Geschäftsvorfälle, die Verwendung der Gelder unter anderem auch für erhebliche Schwarzlohnzahlungen, verbucht wurden. „Diese Nebenbuchhaltungen für den deutschen Verein bzw. die deutsche Gesellschaft waren Bestandteile einer größeren Buchhaltung, die in der Türkei bei dem Fernsehsender geführt wurde.“

## Strafverfahren wegen Spendenbetrugs in Deutschland
Am 25. April 2007 wurden von der Polizei mit 340 Beamten 14 Objekte durchsucht und drei ehemalige Vereinsfunktionäre verhaftet.
Am 1. September 2008 begann vor der Wirtschaftsstrafkammer des LG Frankfurt a. M. der Prozess gegen die drei Angeklagten, denen von der Staatsanwaltschaft Untreue und Betrug vorgeworfen wurde. Laut Anklageschrift wurden zwischen den Jahren 2002 und 2007 insgesamt Spendengelder in Höhe von 41.423.158,85 Euro gesammelt, wovon 18.584.000 Euro veruntreut wurden.
Nach einer Verständigung über Strafnachlässe und Verfahrenseinstellungen legten die Angeklagten umfassende Geständnisse ab, so dass viele Zeugen nicht zu kommen brauchten.
Zwei der Angeklagten wurden am 17. September 2008 wegen Betruges zu mehrjährigen Haftstrafen, einer wegen Beihilfe zu einer Freiheitsstrafe von 22 Monaten auf Bewährung verurteilt.
Das Gericht stellte zudem fest, dass das Geld im Umfeld der AKP gelandet sei. Der Richter sagte, dass die Führung der Organisation bei vier Leuten in Verbindung mit Kanal 7 in der Türkei liege.
Es wurde für Deniz Feneri e. V. eine Insolvenzverwaltung eingesetzt und die deutsche Lizenz für den Sender Kanal 7 Int durch die Kommission für Zulassung und Aufsicht (ZAK) der Landesmedienanstalten entzogen, da „einerseits die Verantwortung der Programme nicht mehr von Deutschland aus wahrgenommen wird, andererseits ehemals Verantwortliche zu mehrjährigen Freiheitsstrafen verurteilt worden sind“.
Die Staatsanwaltschaft ermittelt noch gegen 15 Menschen wegen des Verdachts der Untreue oder des Betrugs und schickte Anfang März 2009 entsprechende Rechtshilfeersuchen in die Türkei.

## Folgen des Strafverfahrens in der Türkei
Das Strafverfahren gegen Deniz Feneri hat in der Türkei einen politischen Skandal und eine – die deutsche weit übertreffende – Medienberichterstattung ausgelöst.
Recep Tayyip Erdoğan drohte den Medienanstalten, die über den Skandal berichteten. Die EU und verschiedene Pressevereinigungen mahnten daraufhin an, dass die Pressefreiheit durch Erdoğans Drohungen in Gefahr sei. Trotz der Mahnungen an Erdoğan, die Pressefreiheit zu respektieren, rief dieser wegen der Berichterstattung über Korruptionsfälle zu einem Presseboykott auf.
Das Europäische Parlament forderte in einer Entschließung zum Fortschrittsbericht 2008 die türkische Regierung und Justizbehörden auf, bei Strafsachen wie Betrug, beispielsweise im Fall „Deniz Feneri“ oder bei den türkischen Islam-Holdings, besser mit den EU-Mitgliedstaaten und den Behörden zusammenzuarbeiten.
Am 24. Februar 2009 übergaben zwei Boten die deutschen Akten an die Staatsanwaltschaft in Ankara, die erklärte, dass deren Übersetzung ins Türkische im März abgeschlossen werde.
Mitte Mai 2009 teilte die türkische Staatsanwaltschaft mit, dass die Akten jetzt zwar übersetzt seien, es sich jedoch herausgestellt habe, dass sie unvollständig sind und deshalb ein weiteres Rechtshilfegesuchen an Deutschland gestellt werde.
Auf Antrag der Frankfurter Staatsanwaltschaft hat die türkische Justiz Anfang Mai mit Vernehmungen begonnen, unter anderen von Aykut Zahid Akman.

## Reaktion desDeniz Feneri Derneği

Logo des Deniz Feneri Derneği

Der türkische Verein Deniz Feneri Derneği erklärte als Reaktion auf den Spendenskandal, dass es keine organisatorischen Verbindungen zu dem Verein in Deutschland gebe. Bis auf den Namen hätten die beiden Vereine nichts gemein. Zudem wurde erklärt, dass der Verein im Rahmen von Hilfsaktionen zwischen den Jahren 2005 und 2007 insgesamt 6,94 Millionen Euro von der Deniz Feneri e. V. erhalten habe. Dies sei jedoch nicht ungewöhnlich und der türkische Verein arbeite mit verschiedensten Hilfsorganisationen, wie zum Beispiel Oxfam, zusammen.